# Armoriale delle famiglie italiane (Arg-Arr)
Questo è l'armoriale delle famiglie italiane il cui cognome inizia con le lettere che vanno da Arg ad Arr.

## Armi

### Arg
| Stemma                  | Casato e blasonatura |
| ----------------------- | --- |
|                         | Argelati (Bologna) 7 losanghe in sbarra accollate in banda di nero su oro (citato in LEOM) |
|                         | Argeli d'argento al leone di nero, col capo d'Angiò (citato in SPRE – Vol. II pag. 492) (la blasonatura non è stata ancora caricata) (citato in UNFE) Immagine nella Biblioteca Estense Universitaria (id. 3636). |
|                         | Argeli (Bologna) inquartato: nel 1º e 4º di Argeli che è di argento, al leone di nero, col capo d'Angiò; nel 2º e 3º (la blasonatura non è riportata) (citato in DOLF – pag. 60) |
|                         | Argelotti (Toscana) (DE) In Silber 1 schwarzer Schrägbalken, an Ort- und Fußstelle begleitet von je 1 schwarzen Scheibe (citato in KHIF) |
|                         | Argencio (Napoletano) (la blasonatura non è stata ancora caricata) (citato in NBNA) |
|                         | Argenta o Argenti (Asti) D'oro, al destrocherio armato, impugnante una spada posta in sbarra, il tutto al naturale, la punta affiancata da due stelle del campo (citato in SUBL) alias: Partito d'argento e d'oro, al destrocherio armato di ferro e impugnante una spada, il tutto al naturale, accompagnato da quattro stelle, due in capo e due in punta, dell'uno nell'altro (citato in SUBL) |
|                         | Argentero (Castelnuovo d'Asti) Titolo: marchesi di Argentera, Bersezio, Ciocchero; conti di Bagnasco; consignori di Borzone, Cocconato, Grinzane, Supponito Inquartato, al 1º e 4º d'oro, al crancellino di verde, al 2º e 3º d'argento alla banda d'azzurro carica di tre bisanti del campo, sopra il tutto di rosso, a tre candelieri d'argento motto: Semper profuisse juvit (citato in SUBL) |
|                         | Argenti (Firenze) D'azzurro, alla gemella in banda d'argento racchiudente tre stelle a otto punte d'oro e accompagnata da due gigli dello stesso, uno in capo e uno in punta; il tutto abbassato sotto il capo cucito d'Angiò (citato in ASFI) alias Di [azzurro], alla gemella in sbarra di [rosso], accompagnata da due losanghe di [argento, caricate ognuna di un giglio di rosso], poste una in capo e una in punta; il tutto abbassato sotto il capo cucito d'Angiò (citato in ASFI)                                                                                            |
|                         | Argenti (Modena, Ferrara) (la blasonatura non è stata ancora caricata) (citato in UNFE) Immagine nella Biblioteca Estense Universitaria (id. 581 e id. 3644). |
|                         | Argenti (Modena) (la blasonatura non è stata ancora caricata) (citato in UNFE) Immagine nella Biblioteca Estense Universitaria (id. 1416). |
|                         | Argentini (Cesena) d'azzurro al leone d'oro posto su tre monti d'argento e tenente un giglio d'argento fiorito di tre pezzi e sormontato da un montante dello stesso, accostato da due stelle d'oro di sei raggi (citato in SPRE – Vol. IX pag. 231) leone rampante di oro su monte a 3 cime di argento uscente dalla punta su azzurro 3 gigli di giardino di argento stelati di verde in destra - luna montante di argento 2 stelle (6 raggi) di oro in alto su azzurro (citato in LEOM) (la blasonatura non è stata ancora caricata) (citato in BLCW) Immagine in Blasone Cesenate. |
|                         | Argentino (Venezia) d'argento pieno (citato in CROL – pag. 19) |
|                         | Argento (Napoletano) (la blasonatura non è stata ancora caricata) (citato in NBNA) |
|                         | Argento (Sicilia) d'azzurro con una mezza luna di argento (citato in NBSC) (Cenno storico in Famiglie nobili di Sicilia (archiviato dall'url originale il 5 marzo 2016).) |
|                         | Argenvillieri (Sicilia) d'oro con tre pali d'azzurro (citato in NBSC) (Cenno storico in Famiglie nobili di Sicilia (archiviato dall'url originale il 5 marzo 2016).) |
|                         | Argigli (Firenze) Di…, a tre gigli di…, 2.1, sormontati da un lambello di tre pendenti di… (citato in ASFI) |
| (disegno da correggere) | Argimoni (Firenze) D'azzurro, allo scaglione d'oro, accompagnato da tre branche di leone dello stesso, 2.1, le due contrapposte in scaglione e l'una posta in banda (citato in ASFI) (DE) In Blau 1 goldener Sparren, allseits begleitet von 3 abgerissenen goldenen Löwenpranken, die erste schräglinksgelegt, die zweite und dritte schräggelegt (citato in KHIF) |
|                         | Argiro (Napoletano) (la blasonatura non è stata ancora caricata) (citato in NBNA) |
|                         | Argomenti (Firenze) Partito d'azzurro e d'argento, a due stelle a otto punte dell'uno nell'altro (citato in ASFI) (DE) Blau-silber gespalten, darin 2 achtstrahlige Sterne in verwechselten Tinkturen (citato in KHIF) |
|                         | Argomenti (Pisa) Inquartato: nel 1º e 4º scaccato d'argento e di nero; nel 2º e 3º d'oro pieno (citato in ASFI) |
|                         | Argomento (Sicilia) d'azzurro, alla fascia d'argento, accompagnata da tre palle d'oro, due in capo ed una in punta (citato in Mango e in NBSC) (Cenno storico in Famiglie nobili di Sicilia (archiviato dall'url originale il 5 marzo 2016).) |

### Ari
| Stemma | Casato e blasonatura |
| ------ | --- |
|        | Ariam (Veneto) (bandato d'argento e di rosso di otto pezzi) (citato in STBV) (immagine dello Stemmario reale di Baviera.) |
|        | Ariamone (Abruzzo) (la blasonatura non è stata ancora caricata) (citato in DAlena) |
|        | Ariani (Venezia) d'argento, a 4 bande di rosso (citato in GUCA – pag. 67 e in DAlena) |
|        | Ariani (Veneto) (bandato di rosso e d'argento di otto pezzi) (citato in STBV) (immagine dello Stemmario reale di Baviera.) |
|        | Arianiti Comneno Titolo: signori di Cigliaro e Roccacigliaro, Moransengo, Ozzano, Piazzo, Refrancore, Rivalta; consignori di Terruggia, Tonengo Inquartato, al 1° e 4° di rosso, all'aquila bicipite, d'oro (Paleologi come imperatori d'Oriente), al 2° e 3° troncato, d'azzurro, alla croce patente d'oro (Arianiti), e d'oro,a tre campane di nero (Comneno) (citato in SUBL) alias Inquartato, al 1° e 4° di rosso, all'aquila bicipite, d'oro, al 2° e 3° d'oro, a tre campane di nero, con il capo d'azzurro, alla croce patente d'oro (citato in SUBL) alias D'oro, a tre campane di nero, con in cuore uno scudetto d'argento, a tre fasce di nero (Trebisonda) (citato in SUBL) |
|        | Aribaldi e Aribaldi Ghilini o Arribaldi (Alessandria) Di nero, a due fasce d'oro, ondate, con il capo di rosso, carico di due leoni d'oro, illeoparditi e affrontati, sostenuto d'oro, la fascia carica di quattro tortelli, di nero (citato in SUBL) alias Interzato in fascia, al 1° di rosso, a due leoni d'oro, illeoparditi e affrontati, al 2° di rosso, a quattro bisanti d'oro, ordinati in fascia, al 3° di nero, alla gemella ondata, d'oro Motto: Non salvat superbia sed humilitas (citato in SUBL) |
|        | Ariberti (Cremona) Titolo: marchesi di Malgrate d'argento a due semivoli di rosso e alla a di nero tra i capi di essi (citato in BLCR) Immagine in Blasonario Cremonese (archiviato dall'url originale il 2 marzo 2017). |
|        | Arici (S. Eufemia della Fonte (Brescia)) troncato: al 1º di rosso allo scaglione d'argento, coricato e rivoltato; al 2º d'azzurro, a due leoni d'oro, linguati di argento, affrontati, tenenti una spica di riso d'argento (citato in SPRE – Vol. I pag. 421) scaglione di argento coricato e rivolto su rosso - 2 leoni controrampanti di oro tenenti una spiga di riso di argento tra le anteriori su azzurro (citato in LEOM) |
|        | Ariemme (Napoletano) (la blasonatura non è stata ancora caricata) (citato in NBNA) |
|        | Arienti (Modena, Ferrara) (la blasonatura non è stata ancora caricata) (citato in UNFE) Immagine nella Biblioteca Estense Universitaria (id. 585). |
|        | Arienti (la blasonatura non è stata ancora caricata) (citato in UNFE) Immagine nella Biblioteca Estense Universitaria (id. 3648). |
|        | Arienti (Modena) (la blasonatura non è stata ancora caricata) (citato in UNFE) Immagine nella Biblioteca Estense Universitaria (id. 1420). |
|        | Arigoni bandato di rosso, e d'argento, col capo dell'Impero, sostenuto da una riga d'azzurro, caricata dalle lettere AR, d'oro (citato in MONT – pag. 140) |
|        | Arill (Sardegna) (d'oro, al leone d'argento coronato del campo) (citato in ATHE) |
|        | Arimondi (la blasonatura non è stata ancora caricata) (citato in UNFE) Immagine nella Biblioteca Estense Universitaria (id. 4487), su bibliotecaestense.beniculturali.it. URL consultato il 9 dicembre 2020 (archiviato dall'url originale il 5 marzo 2016). |
|        | Arinerio o Ariverio (la blasonatura non è stata ancora caricata) (citato in DAlena) |
|        | Aringhieri (Firenze) Di rosso, al leone di nero (citato in ASFI) |
|        | Aringhieri (Firenze) D'azzurro, a tre fasce d'argento e alla banda attraversante di rosso (citato in ASFI) |
|        | Arioli (Milano, Varese, Bergamo) Spaccato nel 1° d'azzurro, alla collina di verde sostenente una clessidra d'argento, accompagnata in capo da tre stelle d'oro; nel 2° d'argento, a tre sbarre di rosso con la fascia dello stesso attraversante la partizione (citato in STBB) |
|        | Ariosi (Cesena) (la blasonatura non è stata ancora caricata) (citato in BLCW) Immagine in Blasone Cesenate. |
|        | Ariosti (Ferrara) (la blasonatura non è stata ancora caricata) (citato in UNFE) Immagine nella Biblioteca Estense Universitaria (id. 3637). |
|        | Arisi di oro all'aquila di nero tenente in bocca una paglia di riso d'argento cimato da una fascia montante rossa; al capo d'azzurro caricato di tre stelle d'argento (citato in SPRE – Vol. I pag. 421) |
|        | Arisi Rota (Piacenza) partito: 1º di oro all'aquila di nero tenente in bocca una paglia di riso d'argento cimato da una fascia montante rossa; al capo d'azzurro caricato di tre stelle d'argento (Arisi); 2º spaccato: a) d'argento alla ruota di rosso; b) di rosso ai tre monti d'argento (Rota) (citato in SPRE – Vol. I pag. 421) aquila di nero tenente nel becco una spiga di riso su oro - 3 stelle (6 raggi) di argento poste in fascia su azzurro in capo - trangla di rosso - ruota di rosso su argento - monte roccioso di argento uscente dalla punta su rosso (citato in LEOM)                                                                                             |
|        | Aristippo (Sicilia) d'argento, a tre monti di verde, sormontati da tre rose di rosso allineate in fascia (citato in Mango e in NBSC) (Cenno storico in Famiglie nobili di Sicilia (archiviato dall'url originale il 5 marzo 2016).) |
|        | Aristotelli (Bologna) Gru (citato in DAlena) |
|        | Aristotile (L'Aquila) Di verde al cammello giacente al naturale mostrante il lato sinistro (citato in DAlena) Incongruenza tra disegno e blasonatura: la blasonatura non corrisponde al disegno. |
|        | Aristotile (Napoletano) (la blasonatura non è stata ancora caricata) (citato in NBNA) |
|        | Aritti (Napoletano) (la blasonatura non è stata ancora caricata) (citato in NBNA) |
|        | Arizzi (Bergamo) Troncato: al 1° di rosso, allo scaglione d'argento, coricato e rivoltato; al 2° d'azzurro, a due leoni d'oro, linguati di argento, affrontati, tenenti una spiga di riso d'argento (citato in STBB) |
|        | Arizzi (Napoletano) (la blasonatura non è stata ancora caricata) (citato in NBNA) |

### Arl
| Stemma | Casato e blasonatura |
| ------ | --- |
|        | Arlatti (Friuli) punta di argento su rosso sormontata da - una corona di oro da cui fuoriescono 3 penne di struzzo di argento poste a ventaglio - il rosso caricato di 2 lettere A maiuscole di argento sormontate ciascuna da - una stella (5 raggi) dello stesso - lettera A maiuscola di rosso sormontata da - stella (5 raggi) dello stesso sull'argento (citato in LEOM) |
|        | Arloco (Sicilia) d'azzurro, a tre uncini d'oro. Corona di barone (citato in Mango e in NBSC) 3 uncini (ganci) di oro posti un sull'altro in fascia su azzurro (citato in LEOM) (Cenno storico in Famiglie nobili di Sicilia (archiviato dall'url originale il 5 marzo 2016).)                                                                                                 |
|        | Arlotta Tarino (Alessandria, Torino) Titolo: conti Partito, di Figarolo e di Tarino (citato in SUBL) |
|        | Arlotti (Belluno) trinciato: di argento e di azzurro al leone dell'uno all'altro (citato in SPRE – Vol. I pag. 421) leone rampante trinciato di azzurro e di argento su trinciato di argento e di azzurro (citato in LEOM) |
|        | Arlotti (Reggio Emilia, Firenze) d'azzurro a tre scettri gigliati d'oro, impugnati ed uscenti da una mezzaluna montante di argento (citato in SPRE – Vol. IX pag. 233) 3 scettri gigliati di oro nascenti a ventaglio da luna montante di argento su azzurro (citato in LEOM)                                                                                                 |
|        | Arlotti (Modena) (la blasonatura non è stata ancora caricata) (citato in UNFE) Immagine nella Biblioteca Estense Universitaria (id. 6). |
|        | Arlotti (Pisa) D'argento, alla banda di rosso, accostata da due leoni leoparditi dello stesso, uno in capo e l'altro in punta, posti nel senso della pezza (citato in ASFI) |
|        | Arlotti (Monferrato) Partito, al 1° d'azzurro, a tre sbarre di [...], al 2° d'azzurro, al crescente d'argento, che regge tre rami di giglio, fogliati e fioriti di tre pezzi, di [...] Motto: Arloti soli devoti (citato in SUBL) |
|        | Arlotti (Toscana) (DE) Gespalten: Rechts ledig rot, links in Blau 4 goldene Zickzackbalken (citato in KHIF) |

### Arm
| Stemma | Casato e blasonatura |
| ------ | --- |
|        | Armagnac (Francia) (la blasonatura non è stata ancora caricata) (citato in UNFE) Immagine nella Biblioteca Estense Universitaria (id. 2614). |
|        | Armaleo (Sicilia) di rosso, al leone d'oro coronato dello stesso (citato in Mango e in NBSC) (Cenno storico in Famiglie nobili di Sicilia (archiviato dall'url originale il 2 marzo 2017).) |
|        | Armaleoni (Pistoia) Partito d'argento e di rosso, a due leoni affrontati dell'uno nell'altro (citato in ASFI) |
|        | Armaleoni (San Miniato, Firenze) D'azzurro, al leone rivolto d'oro, lampassato di rosso (citato in ASFI) |
|        | Arman (Veneto) (trinciato d'oro e d'azzurro, alla banda partita dall'uno all'altro e accompagnata da due rose dell'uno nell'altro, una in capo e una in punta) (citato in STBV) (immagine dello Stemmario reale di Baviera.) |
|        | Armandi (Roma) Biscia (citato in DAlena) |
|        | Armandi (Fusignano) Spaccato di rosso e di azzurro, alla fascia attraversante, accompagnata in capo da una croce ancorata ed in punta da un monte di tre cime, il tutto d'argento (citato in Pasini, pagg. 648-649) |
|        | Armandi Avogli Trotti (Bologna) troncato di rosso e d'azzurro, con la fascia sulla partizione; il 1º a due croci ancorate, il 2ºa un monte di tre colli all'italiana, ristretto, il tutto d'argento (citato in SPRE – Vol. I pag. 422) fascia di argento su troncato di rosso e di azzurro - 2 croci ancorate di argento poste in fascia su rosso - monte a 3 cime di argento su azzurro (citato in LEOM) |
|        | Armandis o Armanni o De Armaris (Nizzardo) Titolo: consignori di San Salvatore D'argento, alla biscia di rosso, coronata dello stesso, ondeggiante in palo (citato in SUBL) |
|        | Armandis (Nizzardo) Trinciato di rosso e d'azzurro, alla banda di nero, ripiena d'oro, passante sulla partizione, accompagnata in capo da un giglio d'oro, in punta da una rosa d'argento (citato in SUBL) |
|        | Armanini (Napoletano) (la blasonatura non è stata ancora caricata) (citato in NBNA) |
|        | Armanni d'oro, al semivolo spiegato di nero (citato in AMDC) |
|        | Armanni (Gubbio) d'azzurro, al capriolo d'oro, accompagnato da 3 rose di argento, due in capo ed una in punta (citato in SPRE – Vol. I pag. 422) scaglione di oro su azzurro - 3 rose di argento su azzurro poste 2,1 (citato in LEOM) |
|        | Armanno (Livorno) d'azzurro a due bande abbassate di oro accompagnate da due rose dello stesso, una in capo, l'altra in punta (citato in SPRE – Vol. I pag. 423) |
|        | Armano (Livorno) 2 bande di oro su azzurro - 2 rose di oro poste in sbarra su azzurro (citato in LEOM) |
|        | Armano (Livorno) D'azzurro, alla gemella in banda d'oro, accompagnata da due rose dello stesso, 1.1 (citato in ASFI) |
|        | Armano o Ermano (Ciriè) Titolo: conti di Grosso, Villanova di Mathi Inquartato d'oro e di rosso, sul tutto d'oro, alla pianta di canapa, di verde (citato in SUBL) alias Inquartato d'oro e di rosso, sul tutto d'argento, alla pianta di canapa, di verde (citato in SUBL) alias Inquartato d'oro e di rosso, alla pianta di canapa, di verde (citato in SUBL) |
|        | Armano de Gros (Prato) Di rosso, al filetto in croce d'argento, e sul tutto d'argento, all'albero al naturale nodrito sul terreno dello stesso (citato in ASFI) |
|        | Armati (Firenze) Di rosso, a tre gemelle in fascia d'argento (citato in ASFI) |
|        | Armati (Toscana) (DE) In Silber 5 rote Balken (citato in KHIF) |
|        | Armati (Toscana) (DE) In Blau 2 silberne Schrägbalken (citato in KHIF) |
|        | Armelini (Cesena) (la blasonatura non è stata ancora caricata) (citato in BLCW) Immagine in Blasone Cesenate. |
|        | Armellina o Armellini (Genova) Titolo: signori di Torre Armellina D'azzurro, a tre ermellini d'argento, uno sull'altro (citato in SUBL) |
|        | Armellini (Perugia) d'oro, a tre scaglioni di nero (citato in GUCA – pag. 473, in MONT - pag. 114 e in DAlena) |
|        | Armellini (Perugia) (la blasonatura non è stata ancora caricata) (citato in UNFE) Immagine nella Biblioteca Estense Universitaria (id. 7235). |
|        | Armellini di porpora all'ermellino passante sulla campagna di verde, con il capo d'azzurro a tre stelle (6) poste in fascia d'argento, sostenuto dalla fascia diminuita d'oro |
|        | Armellini (Cesena) (la blasonatura non è stata ancora caricata) (citato in BLCW) Immagine in Blasone Cesenate. |
|        | Armengol (Sardegna) (d'azzurro, all'ippogrifo d'argento) (citato in AthenaNoctua, su Web site Diego Boassa. URL consultato il 9 dicembre 2020 (archiviato dall'url originale il 28 giugno 2013).) |
|        | Armenia di Lentini (Sicilia) d'oro, al leone di rosso, armato d'azzurro (citato in Mango) d'oro con un leone rosso di unghie azzurre (citato in NBSC) (Cenno storico in Famiglie nobili di Sicilia (archiviato dall'url originale il 2 marzo 2017).) |
|        | Armenia di Messina (Sicilia) d'oro, a due orsi contra-levati e combattenti di rosso (citato in Mango) d'oro con due orsi rossi affrontati (citato in NBSC) (Cenno storico in Famiglie nobili di Sicilia (archiviato dall'url originale il 2 marzo 2017).) |
|        | Armenini (Faenza) d'oro, a cinque cinquefoglie di rosso, bottonate del campo, poste 2, 1, 2 (citato in GUCA – pag. 142 e in DAlena) |
|        | Armenzani (Scarperia (Firenze)) troncato: d'azzurro e d'argento: al 1º alla volpe al naturale, rivoltata, passante e sormontata da tre stelle di 6 raggi d'oro, male ordinate; al 2º allo scaglione di rosso con la cima tagliata dalla divisa di rosso attraversante sulla partizioone (citato in SPRE – Vol. I, p. 423) fascia di rosso su troncato di azzurro e di argento - volpe passante sulla fascia rivolta al naturale - 3 stelle (6 raggi) di oro poste 1,2 su azzurro - scaglione di rosso su argento punta tagliata dalla fascia (citato in LEOM) |
|        | Armer (Venezia) Giglio (citato in DAlena) |
|        | Armeri o Armerio (Borgo San Dalmazzo) un leone rosso in campo d'oro (citato in ARCN) |
|        | Armeri (Cadore, Venezia) (la blasonatura non è stata ancora caricata) (citato in UNFE) Immagine nella Biblioteca Estense Universitaria (id. 7056). |
|        | Armeri (Cadore, Venezia) (la blasonatura non è stata ancora caricata) (citato in UNFE) Immagine nella Biblioteca Estense Universitaria (id. 5687), su bibliotecaestense.beniculturali.it. URL consultato il 9 dicembre 2020 (archiviato dall'url originale il 4 marzo 2016). |
|        | Armeri (Cadore, Venezia) (la blasonatura non è stata ancora caricata) (citato in UNFE) Immagine nella Biblioteca Estense Universitaria (id. 5688). |
|        | Armi (Bologna) d'azzurro, alla banda d'oro caric di tre rose di rosso, accompagnata da due stelle di otto raggi pure d'oro; al capo d'Angiò (citato in DOLF – pag. 64) |
|        | Armi (la blasonatura non è stata ancora caricata) (citato in UNFE) Immagine nella Biblioteca Estense Universitaria (id. 4266). |

### Arn
| Stemma                            | Casato e blasonatura |
| --------------------------------- | --- |
|                                   | Arnaboldi Gazzaniga (Milano) inquartato: al 1º d'oro alla gazza, al naturale, ferma e rivoltata; al 2º e 4º troncato d'oro e d'azzurro; al 3º d'argento alla pineta verde, al naturale; e sul tutto d'azzurro, al leone al naturale, accostato da due gigli di oro col capo d'oro all'aquila coronata di nero (citato in SPRE – Vol. I pag. 423) leone rampante al naturale affiancato da - 2 gigli di oro - aquila coronata di nero su oro in capo su scudetto di azzurro su - uccello gazza passante rivolto al naturale su oro - troncato di oro e di azzurro - pineta di verde al naturale su terrazzo dello stesso su argento - troncato di oro e di azzurro (citato in LEOM) Cimiero: una fiamma al naturale Motto: Fortiter et generose Sostegni: due leoni: quello a destra colla testa coperta da una celata col cimiero delle fiamme, tenente colla branca destra una lancia e vestito di drappo azzurro, con una fascia d'oro |
|                                   | Arnaldi (Vicenza, Montebello Vicentino) Titoli: Nobile, Conte palatino troncato di nero e d'oro, al drago alato dell'uno all'altro (citato in SPRE – Vol. I pag. 423) drago troncato di oro e di nero su troncato di nero e di oro (citato in LEOM) |
|                                   | Arnaldi (Firenze) Titoli: N.U.N.D. Patrizio veneto troncato di nero e d'oro al drago alato dell'uno all'altro tenente colla branca sinistra uno scudetto di rosso, caricato di un montante d'oro; lo scudetto posto nel campo d'oro (citato in SPRE – Vol. I pag. 424) drago troncato di oro e di nero tenente con l'artiglio sinistro uno scudetto di rosso caricato di una luna montante di oro su troncato di nero e di oro (citato in LEOM) |
|                                   | Arnaldi (Vicenza) Titoli: Nobile, Conte palatino troncato di nero e d'oro al drago alato dell'uno all'altro tenente colla branca sinistra uno scudetto di rosso, caricato di un montante d'oro; lo scudetto posto nel campo d'oro (citato in SPRE – Vol. I pag. 424) |
|                                   | Arnaldi (Pisa, Firenze) Troncato di nero e d'oro, al drago attraversante dell'uno all'altro, coronato del secondo (citato in ASFI) alias Troncato di nero e d'oro, al drago attraversante dell'uno all'altro, coronato del secondo; con il capo di Santo Stefano (citato in ASFI) |
|                                   | Arnaldi (Torino) Titoli: Conte, Nobile del S.R.I. d'argento inferriato di nero di quattro pezzi, in cuore di oro alla rosa di rosso, e nel cantone sinistro, di azzurro a due gigli d'oro, ordinati in fascia (citato in SPRE – Vol. I pag. 424) inferriato di nero (4 pezzi) su argento - in cuore rosa di rosso su oro - nel canton destro del capo 2 gigli di oro posti in fascia su azzurro (citato in LEOM) Cimiero: aquila di nero |
|                                   | Arnaldi (Torino) Titolo: Conte di Balme d'argento, a tre bande di rosso (citato in SPRE – Vol. I pag. 425) 3 bande di rosso su argento (citato in LEOM) |
|                                   | Arnaldi (Pinerolo, Vigone) Titolo: conti di Balme Bandato d'oro e d'azzurro, con il capo d'oro carico di un leone di rosso, nascente, tenente uno stendardo di Savoia, accompagnato da due speronelle dello stesso (citato in SUBL) alias D'argento, a tre bande d'azzurro (citato in SUBL) Motto: Pro fide |
|                                   | Arnaldi o Arnaudo o Arnaldo (Caraglio) D'azzurro, alla nave d'oro, guernita d'argento, bandierata di rosso, accompagnata ai lati da due stelle d'oro (citato in SUBL e in ARCN) di azzurro, con una nave fornita di albero e gabbie d'oro, vele e corde d'argento, e pennoncelli rossi sopra le gabbie, e con due stelle d'oro a lato di esse in capo (citato in ARCN) Cimiero: la nave del campo con due fanali accesi Ornamenti esteriori: un elmo chiuso in profilo, ornato di festoni d'oro, azzurro e d'argento, ed il tortiglio in capo degli stessi colori Motto: Velis et remis |
|                                   | Arnaldi (Bra) D'argento, a tre bande di rosso Motto: Neminem timeo - Ad virtus numquam (citato in SUBL) |
|                                   | Arnaldi o Arnaldo (Saluzzo) Di nero, al grifone d'oro, armato e linguato di rosso Motto: Recordatus misericordiae suae (citato in SUBL) |
|                                   | Arnaldi (Torino) Titolo: conti D'argento, inferriato di nero, di quattro pezzi, in cuore d'oro, alla rosa di rosso e, nel cantone sinistro, d'azzurro, a due gigli d'oro, ordinati in fascia (citato in SUBL) |
|                                   | Arnaldi (Venezia) (la blasonatura non è stata ancora caricata) (Immagine nella Raccolta stemmi Topoguz.) |
|                                   | Arnaud (Nizza Marittima) Titolo: Barone di Castelnuovo trinciato d'azzurro e di rosso, alla banda d'oro, accompagnata in capo da un giglio dello stesso e in punta da una rosa d'argento (citato in SPRE – Vol. I pag. 425) banda di oro su trinciato di azzurro e di rosso - giglio di oro su azzurro - rosa di argento su rosso (citato in LEOM) |
|                                   | Arnaud (Chieri) Titolo: conti di S. Salvatore D'azzurro, al leone accompagnato da cinque bisanti, 2, 2, 1, il tutto d'argento, con il capo d'oro carico di un'aquila coronata, di nero (citato in SUBL) |
|                                   | Arnaud (Nizza) Titolo: baroni di Castelnuovo Trinciato d'azzurro e di rosso, alla banda d'oro accompagnata in capo da un giglio dello stesso, in punta da due rose d'argento (citato in SUBL) |
|                                   | Arnesano (Napoletano) (la blasonatura non è stata ancora caricata) (citato in NBNA) |
|                                   | Arno (Napoletano) (la blasonatura non è stata ancora caricata) (citato in NBNA) |
|                                   | Arnoaldi (la blasonatura non è stata ancora caricata) (citato in UNFE) Immagine nella Biblioteca Estense Universitaria (id. 4387). |
|                                   | Arnod o Arnaudo (Villeneuve d'Aosta) Titolo: consignori di Cormayeur e Entrèves, Introd, Rhemes e St. Georges Troncato, d'argento a tre dardi di rosso, rivoltati, impugnati, legati d'oro, e d'azzurro alla stella d'oro (citato in SUBL) alias Troncato, d'argento a tre dardi di rosso, rivoltati, impugnati, legati d'azzurro, e d'azzurro alla stella d'argento, raggiante d'oro Motto: Non nocebunt (citato in SUBL) |
|                                   | Arnoldi (Firenze) D'azzurro, alla banda d'oro (citato in ASFI) alias D'oro, alla banda d'azzurro, caricata di tre aquilotti d'argento posti nel senso della pezza (citato in ASFI) |
|                                   | Arnoldi (Firenze) Troncato cuneato di nero e d'argento (citato in ASFI) (DE) Schwarz-silber spitzenförmig geteilt (citato in KHIF) alias Troncato cuneato d'argento e di nero (citato in ASFI) |
|                                   | Arnoldi (Toscana) (DE) In Blau 1 goldener Schrägbalken, der Figur nach belegt mit 3 schwarzen Adlern (citato in KHIF) |
|                                   | Arnolfi (Firenze) D'azzurro, seminato di stelle a otto punte d'argento, al leone attraversante dello stesso (citato in ASFI) alias D'azzurro, seminato di stelle a otto punte d'oro, al leone attraversante dello stesso (citato in ASFI) |
|                                   | Arnolfi (Pistoia) Di rosso, a tre pesci natanti d'oro posti l'uno sull'altro, accompagnati da tre gigli dello stesso ordinati in capo (citato in ASFI) |
|                                   | Arnolfi (Siena) D'azzurro, alla fascia d'oro dentata nel bordo superiore, accompagnata in punta da una stella a otto punte dello stesso (citato in ASFI) alias D'azzurro, alla foglia di sega d'oro, accompagnata in punta da una stella a otto punte dello stesso (citato in ASFI) |
|                                   | Arnolfi (Toscana) (DE) In Blau 1 rotgezungter silberner Löwe, rechts und links schildbordweise begleitet von je 4 achtstrahligen silbernen Sternen (citato in KHIF) |
| (immagine da correggere (recise)) | Arnolfini o Norfini (Lucca) d'azzurro, a due branche d'orso recise al naturale (Immagine nella Raccolta stemmi Trippini (JPG).) |
|                                   | Arnolfini (Lucca, Firenze) D'argento, a due branche di leone (o d'orso), recise e decussate, d'azzurro, armate di rosso (citato in ASFI) alias Inquartato: nel 1º e 4º d'azzurro, a due branche di orso recise e decussate, d'oro; nel 2º e 3º all'aquila dal volo levato di nero, coronata del campo (citato in ASFI) (Immagine nella Raccolta stemmi Trippini (JPG).) |
|                                   | Arnone (Cosenza) D'azzurro alla fascia d'oro accompagnata in capo da una stella a 8 punte dello stesso (citato in DAlena e in BLCL) |
|                                   | Arnone o Arnono (Sicilia) fasciato ondato d'argento e d'azzurro (citato in Mango) |
|                                   | Arnone (Napoletano) (la blasonatura non è stata ancora caricata) (citato in NBNA) |
|                                   | Arnulfo o Arnulfi o Arnolfi (Carmagnola, Torino) (citato in ARCN) D'azzurro, a due branche di leone d'oro, decussate (citato in SUBL) alias D'azzurro, a due branche di leone decussate, accompagnate in punta da una stella, il tutto d'oro (citato in SUBL) Motto: Fato non facto |
|                                   | Arnuzzi o Arnuzzi de Medici (Alessandria) Titolo: conti di Corteranzo Fasciato d'oro e di rosso (citato in SUBL) alias Fasciato di rosso e d'argento (citato in SUBL) alias D'argento, a tre bande di rosso (citato in SUBL) alias Inquartato, al 1° e 4° dei Medici, al 2° e 3° di Arnuzzi (citato in SUBL) |

### Aro
| Stemma | Casato e blasonatura |
| ------ | --- |
|        | Arolde (Mazara) d'argento con una banda verde accompagnata da un uccello di rosso (citato in NBSC) (Cenno storico in Famiglie nobili di Sicilia (archiviato dall'url originale il 2 marzo 2017).) |
|        | Arona (Vercelli) Titolo: signori di Olcenengo Di …, alla banda di … (citato in SUBL) alias D'azzurro, alla banda cucita di nero, bordata d'argento (citato in SUBL) alias D'argento, alla banda trinciata, di rosso e di verde, con il capo d'oro, carico di un'aquila di nero (citato in SUBL) alias D'argento, alla banda trinciata, di rosso e di verde (citato in SUBL) |
|        | Arone e Arone di Sciacca (Palermo, Sciacca) Titolo: barone di Valentino, Bon figlio; nobile dei signori di Bertolino di azzurro al braccio vestito d'oro, la mano di carnagione, impugnante una verga di nero, ed un monte di verde movente dal canton destro dello scudo, da cui scaturisce un ruscello d'argento. Corona di barone (citato in SPRE – Vol. I pag. 425, in Mango, in PRTS, in NBNA e in NBSC) braccio destro vestito di oro uscente da destra impugnante con la mano di carnagione una verga di nero con cui colpisce un monte di verde da cui sgorga una sorgente di argento tutto su azzurro (citato in LEOM) (Cenno storico in Famiglie nobili di Sicilia (archiviato dall'url originale il 2 marzo 2017).) Ulteriore ragguaglio storico in Famiglie nobili di Sicilia (archiviato dall'url originale il 2 settembre 2016). |
|        | Aronica (Sicilia) partito: nel primo di verde, al monte di tre cime d'oro, sormontato da una stella dello stesso; nel secondo d'oro ad una pianta di arnica al naturale (citato in Mango) |
|        | Aropardo (Pisa) Leopardo (citato in DAlena) |

### Arp
| Stemma | Casato e blasonatura |
| ------ | --- |
|        | Arpaia (Napoletano) d'azzurro, alla fascia di rosso accompagnata in capo da una torre torricellata d'argento fiancheggiata da 4 monti dello stesso, posti 2 a destra e 2 a sinistra, ed in punta da un leone d'oro tenente un'arpa (citato in STVS) |
|        | Arpino (Poirino) D'oro, al pino sradicato, di verde (citato in SUBL) alias D'argento, con la bordura cucita d'oro, caricata della parola VIRESCIT, e un pino di verde, fruttato d'oro, piantato sulla cima di una montagna di tre cime, di rosso, movente dalla punta dello scudo, con un leone d'oro, che con la zampa destra abbraccia il fusto dell'albero (citato in SUBL) alias Uno scudo quadro apontato semplice inquartato nelli estremi d'oro ad un pino di senopia fruttato del campo controinquartato nei medesimi d'argento e di sangue, incastrato d'un pezzo per ordine dall'un nell'altro Motto: In Domino spero (citato in SUBL) |

### Arq
| Stemma | Casato e blasonatura |
| ------ | --- |
|        | Arquata (Cassano Spinola) Titolo: signori di Arquata Scrivia, Cassano Spinola, Isola del Cantone, Pietra Bissara, Pontecurone; consignori di Viguzzolo D'azzurro, alla sbarra scaccata di tre file, d'argento e di rosso (citato in SUBL) alias Di verde, al leone di rosso (cucito) (citato in SUBL) |
|        | Arquier (Nizzardo) Titolo: consignori di Cuébris D'azzurro, al ponte a un arco, con l'acqua che scorre al di sotto dell'arco, il tutto d'argento, esso ponte sostenente un leone, passante, d'oro (citato in SUBL)                                                                                    |

### Arr
| Stemma | Casato e blasonatura |
| ------ | --- |
|        | Arrac (Sicilia) di rosso con tre palme d'oro situate in pergola ed unite nel cuore dello scudo (citato in NBSC) (Cenno storico in Famiglie nobili di Sicilia (archiviato dall'url originale il 2 marzo 2017).) |
|        | Arredi Valentini (Trevi) troncato: al 1º d'argento all'arnese d'oro posto in banda (Arredi); al 2º di rosso a tre monti d'oro (Valentini); con la fascia di rosso sulla partizione filettata di azzurro e caricata di tre gigli d'oro (citato in SPRE – Vol. I pag. 426) 3 gigli di oro su fascia di rosso bordata di azzurro su troncato di argento e di rosso - rastrello posto in fascia banda di oro su argento - monte a 3 cime di oro uscente dalla punta su rosso (citato in LEOM) |
|        | Arriani (Iria, Thapinata, Venezia) (la blasonatura non è stata ancora caricata) (citato in UNFE) Immagine nella Biblioteca Estense Universitaria (id. 5678). |
|        | Arribaldi Ghilini (Alessandria, Torino) Titolo: Nobile di nero, a due fasce d'oro, ondate; col capo di rosso, carico di due leoni d'oro illeparditi ed affrontati, sostenuto d'oro; la fascia carica di quattro tortelli di nero (citato in SPRE – Vol. I pag. 426) 2 fasce ondate di oro su nero - 2 leoni contropassanti di oro su rosso in capo - 4 palle di nero su trangla di oro (citato in LEOM) |
|        | Arrighetti (Prato, Firenze) D'azzurro, seminato di gigli d'argento, alla banda attraversante d'oro, caricata di tre ghirlande di verde, legate di rosso (citato in ASFI) (DE) In blauem, mit goldenen Lilien bestreuten Feld, 1 goldener Schrägbalken, der Figur nach belegt mit 3 grünen Lorbeerkränzen (citato in KHIF) alias D'azzurro, seminato di gigli d'argento, alla banda attraversante d'oro, caricata di due rami intrecciati di verde (citato in ASFI) alias D'azzurro, seminato di gigli d'oro, alla banda attraversante d'oro, caricata di due rami intrecciati di verde (citato in ASFI) alias D'azzurro, alla banda accompagnata in capo da un mezzo giglio mancante a destra, e in punta da tre rose, 1.2, il tutto d'oro (citato in ASFI) alias D'azzurro, seminato di gigli d'argento, alla fascia attraversante d'oro (citato in ASFI) |
|        | Arrighetti (Prato, Firenze) Di rosso, alla banda doppiomerlata d'argento, accompagnata nel cantone sinistro del capo da un corsaletto (o giaco) dello stesso (citato in ASFI) alias Di rosso, alla banda doppiomerlata d'oro, accompagnata nel cantone sinistro del capo da un corsaletto (o giaco) dello stesso (citato in ASFI) |
|        | Arrighetti (Prato, Firenze) D'oro, a tre scaglioni di nero (citato in ASFI) |
|        | Arrighetti (Prato) Di rosso, alla scala di cinque pioli d'argento (citato in ASFI) |
|        | Arrighetti (Toscana) (DE) In blauem, mit silbernen Lilien besäten Feld, 1 goldener Schrägbalken, der Figur nach belegt mit 3 rotbebandeten grünen Lorbeerkränzen (citato in KHIF) |
|        | Arrighetti (Toscana) (DE) In Rot 1 silberner Gegenzinnenschrägbalken, oben begleitet von 1 blauen unidentifizierbaren Figur (citato in KHIF) |
|        | Arrighetti o Herrighetti (Sicilia) d'azzurro, alla banda d'oro, caricata da granati fioriti di rosso (citato in Mango) |
|        | Arrighi (Brescia, Fasano, Capovalle, Verona, Castellar Lagusello) Titolo: Nobile troncato: al 1º di azzurro al salcio d'oro di tre rami; al 2º fasciato d'argento e d'azzurro (citato in SPRE – Vol. I pag. 426 e Vol. IX pag. 235) albero del salcio di oro su azzurro uscente dalla troncatura - fasciato di argento e di azzurro (citato in LEOM) Cimiero: la colomba d'argento, tenente nel becco un ramoscello di salcio d'oro |
|        | Arrighi (Salò) Titolo: Nobile dell'I. A. semipartito e troncato: al 1º d'azzurro all'olivo nodrito nel terreno, sostenente una colomba d'argento, tenente nel becco un ramoscello d'olivo al naturale; al 2º d'azzurro, all'elmo d'argento, guernito d'oro foderato di rosso, scorto di tre quarti; al 3º fasciato d'argento e d'azzurro (citato in SPRE – Vol. I pag. 427) albero di olivo al naturale sostenente colomba della pace rivolta di argento su azzurro - elmo di argento guernito di oro su azzurro - fasciato di argento e di azzurro (citato in LEOM) Cimiero: il volo di nero |
|        | Arrighi (Firenze) d'azzurro a due pali d'argento, al capo d'argento caricato di una branca di leone d'azzurro (citato in SPRE – Vol. I pag. 427) 2 pali di argento su azzurro - zampa di leone posta in fascia di azzurro unghie a sinistra su argento in capo (citato in LEOM) |
|        | Arrighi (Cortona, Firenze) D'azzurro, a due bande diminuite d'oro, alternate a tre stelle a otto punte dello stesso, ordinate in palo (citato in ASFI) |
|        | Arrighi (Empoli, Firenze) Troncato d'oro e d'azzurro, a sei rose ordinate in cinta, tre a tre dell'uno nell'altro (citato in ASFI) alias D'azzurro, a tre rose d'oro, 2.1; con il capo di rosso, caricato di tre rose d'oro, poste in fascia (citato in ASFI) |
|        | Arrighi (Firenze) D'azzurro, a due pali d'argento; con il capo dello stesso, caricato di una branca di leone del campo, posta in fascia (citato in ASFI) alias D'argento, a quattro pali d'azzurro; con il capo d'argento, caricato di una branca di leone d'azzurro, posta in fascia (citato in ASFI) alias Palato di sei pezzi d'argento e d'azzurro; con il capo d'argento, caricato di una branca di leone di…, posta in fascia (citato in ASFI) |
|        | Arrighi (Firenze) Di..., alla fascia doppiomerlata di... (citato in ASFI) |
|        | Arrighi (Firenze) Di …, alla fascia di vaio, accompagnata in capo da una branca di leone posta in fascia di …, tenente un ramo di …, e in punta da … (citato in ASFI) |
|        | Arrighi (Firenze) Di..., all'albero sradicato di..., e al capo cucito d'Angiò (citato in ASFI) |
|        | Arrighi (Pistoia) Inquartato decussato d'oro e di rosso, a quattro stelle a otto punte dell'uno nell'altro (citato in ASFI) (DE) Gold-rot schräggeviert, darin 4 1:2:1 gestellte Sterne in verwechselten Tinkturen (citato in KHIF) |
|        | Arrighi (Siena) Troncato: nel 1º di..., al crescente montante di...; nel 2º scaccato di... e di... (citato in ASFI) |
|        | Arrighi (Siena) D'oro, alla fascia contromerlata di rosso, accompagnata da tre crescenti montanti dello stesso, due in capo e uno in punta (citato in ASFI) |
|        | Arrighi (Volterra) D'argento, al monte di tre cime d'oro, cimato da una stella a otto punte dello stesso, e sorgente dal mare al naturale (citato in ASFI) |
|        | Arrighi (Toscana) (DE) In Silber 1 blauer Schrägbalken (citato in KHIF) |
|        | Arrighi Arnolfi (Siena) Di..., all'aquila dal volo abbassato di... (citato in ASFI) |
|        | Arrighi d'Empoli (Toscana) (DE) Gold-blau geteilt, darin 6 1:2:2:1 gestellte Rosen in verwechselten Tinkturen (citato in KHIF) |
|        | Arrighi di Feo (Firenze) D'argento, al leone scaccato d'oro e d'azzurro, armato e lampassato di rosso (citato in ASFI) (DE) In Silber 1 gold-blau geschachter Löwe (citato in KHIF) |
|        | Arrighi di Feo (Toscana) (DE) Unter 1 silbernen Schildhaupt, darin 1 schräggelegte abgerissene blaue Löwenpranke, in Silber 3 blaue Pfähle (citato in KHIF) |
|        | Arrighi di Lapo (Firenze) D'oro, alla fascia di vaio (citato in ASFI) |
|        | Arrighi di Lapo (Toscana) (DE) Unter 1 silbernen Schildhaupt, darin 1 schräggelegte abgerissene blaue Löwenpranke, in Silber 2 blaue Pfähle (citato in KHIF) |
|        | Arrighi di Matteo (Toscana) (DE) Unter 1 silbernen Schildhaupt, darin 1 schräggelegte abgerissene blaue Löwenpranke, in Silber 3 blaue Pfähle (citato in KHIF) |
|        | Arrighi di Ser Verdiano (Firenze) Di rosso, al cane rampante d'argento, collarinato del campo (citato in ASFI) |
|        | Arrighi Griffoli (Lucignano) inquartato: al 1º e 4º d'azzurro a due bande alternate con tre stelle d'otto raggi poste in palo, il tutto d'oro; al 2º e 3º d'azzurro al cignale di nero legato ad una quercia al naturale sorgente dalla campagna erbosa; sul tutto d'azzurro a due bande d'oro caricate di tre gigli d'azzurro (citato in SPRE – Vol. I pag. 427) 3 gigli di azzurro su 2 bande di oro poste nel verso della banda su scudetto di azzurro su - 2 bande di oro su azzurro - 3 stelle (6 raggi) di oro poste in palo su azzurro - cinghiale di nero passante legato ad un albero di quercia al naturale su terrazzo dello stesso su azzurro (citato in LEOM) |
|        | Arrighi Griffoli (Siena) Inquartato: nel 1º e 4º d'azzurro, a due bande d'oro, alternate a due stelle a otto punte dello stesso ordinate in palo, una nel capo e una tra le due bande; nel 2º e 3º pure d'azzurro, al cinghiale passante di nero, cinghiato d'argento, attraversante e legato al tronco di un albero al naturale, nodrito sul terreno dello stesso; e sul tutto d'azzurro, a due bande d'oro caricate ciascuna di tre gigli del campo posti nel senso della pezza (citato in ASFI) |
|        | Arrigo (Sicilia) troncato: nel 1° d'argento, alla zampa di leone d'azzurro; nel 2° d'argento, a tre pali d'azzurro (citato in Mango) alias diviso nel 1° azzurro con una zampa di leone d'oro; nel 2° d'argento con tre pali azzurri (citato in NBSC) (Cenno storico in Famiglie nobili di Sicilia (archiviato dall'url originale il 2 marzo 2017).) |
|        | Arrigone o Arrigoni o Arrigoni Bardelloni (Mantova) Titolo: marchesi di Villadeati inquartato, al 1° e 4° d'oro, all'aquila coronata, di nero; al 2° e 3° bandato d'argento e di rosso, con la fascia d'azzurro, carica di una sigla d'oro, formata dalle lettere A R, accostata da due stelle dello stesso, sulla partizione (citato in SUBL) alias Inquartato, al 1° e 4° bandato d'argento e di rosso, al 2° e 3°d'oro, all'aquila, di nero, coronata del campo, con la fascia d'azzurro, carica di due stelle (6) d'oro, attraversante; sul tutto, d'argento alla sigla formata dalle lettere maiuscoledi nero A R, unite (citato in SUBL) alias Di rosso, a tre bande d'argento, con il capo d'oro, carico di un'aquila di nero, sostenuto di rosso, con la fascia carica di una sigla di nero, formata dalle lettere A R (citato in SUBL) alias Troncato, al 1° d'oro, all'aquila coronata, di nero, al 2° d'argento a tre bande d'azzurro, con la fascia d'azzurro, carica di tre stelle d'oro, sulla partizione (citato in SUBL) alias Troncato, d'azzurro, alla stella d'oro, accostata da due cani d'argento, ritti e affrontati, al 2° d'oro, a tre bande di rosso (citato in SUBL) |
|        | Arrigoni (Padova) Titolo: Nobile troncato: nel 1º d'oro all'aquila di nero; nel 2º d'argento a tre bande di rosso, con la fascia d'argento sulla partizione caricata della sigla AR di nero (citato in SPRE – Vol. I pag. 428) sigla AR addossate in lettere maiuscole di nero su fascia di argento su troncato di oro e di argento - aquila di nero su oro - 3 bande di rosso su argento (citato in LEOM) |
|        | Arrigoni (Villasantina) Titolo: Nobile troncato: nel 1º d'oro all'aquila di nero; nel 2º d'argento a tre bande di rosso, con la fascia d'argento sulla partizione caricata della sigla AR di nero (citato in SPRE – Vol. I pag. 428) sigla AR addossate in lettere maiuscole di nero su fascia di argento su troncato di oro e di argento - aquila di nero su oro - 3 bande di rosso su argento (citato in LEOM) Motto: Fasse felice chi virtù investica |
|        | Arrigoni (Vicenza) Titolo: Nobile, Conte troncato: nel 1º d'oro all'aquila di nero; nel 2º d'argento a tre bande di rosso, con la fascia d'azzurro carica della sigla AR, accostata da due stelle (8), il tutto d'oro (citato in SPRE – Vol. I pag. 429) sigla AR addossate in lettere maiuscole di nero 2 stelle (8 raggi) di oro su fascia di azzurro su troncato di oro e di argento - aquila di nero su oro - 3 bande di rosso su argento (citato in LEOM) |
|        | Arrigoni (Bergamo) Troncato: sopra d'oro all'aquila di nero, coronata del campo, linguata di rosso, sotto bandato di argento e di rosso, con la fasci di azzurro sulla troncatura carica delle lettere A R d'argento maiuscole unite e poste fra due stelle di 6 raggi d'oro (citato in SPRE – Vol. IX pag. 236) sigla AR addossate in lettere maiuscole di nero 2 stelle (6 raggi) di oro su fascia di argento su troncato di oro e di rosso - aquila di nero coronata di oro su oro - 3 bande di argento su rosso (citato in LEOM) Troncato: nel 1° d'oro all'aquila di nero coronata del campo; nel 2° di rosso a tre bande d'argento, colla fascia d'argento attraversante sulla partizione e caricata della sigla AR, accostata da due stelle d'oro a sei raggi (citato in STBB) |
|        | Arrigoni (Milano) inquartato: nel 1º e 4º bandato d'argento e di rosso; nel 2º e 3º d'oro all'aquila di nero coronata del campo; alla fascia d'azzurro caricata di due stelle a sei punt d'oro; sul tutto d'azzurro, alle lettere maiuscole d'argento A R unite (Immagine nella Raccolta stemmi Trippini (JPG).) |
|        | Arrigoni (Cesena) (la blasonatura non è stata ancora caricata) (citato in BLCW) Immagine in Blasone Cesenate. |
|        | Arrigoni (Mantova) (la blasonatura non è stata ancora caricata) (citato in UNFE) Immagine nella Biblioteca Estense Universitaria (id. 3639). |
|        | Arrigoni degli Oddi (Bergamo) troncato: nel 1º d'oro all'aquila di nero coronata del campo; nel 2º di rosso a tre bande d'argento, con la fascia d'argento, sulla partizione, carica delle sigle AR, riunite, accodate a due stelle (6) d'oro, cucite (citato in SPRE – Vol. I pag. 429) |
|        | Arrigoni degli Oddi (Bergamo) partito: nel 1º troncato: sopra d'oro all'aquila di nero, coronata del campo, linguata di rosso, sotto bandato di argento e di rosso, con la fasci di azzurro sulla troncatura carica delle lettere A R d'argento maiuscole unite e poste fra due stelle di 6 raggi d'oro (Arrigoni); nel 2º troncato: sopra d'oro al leone d'azzurro, linguato di rosso, sotto fasciato di verde e d'argento (Degli Oddi) (citato in SPRE – Vol. IX pag. 236) "AR" di argento 2 stelle (6 raggi) di oro su fascia di azzurro su troncato di oro e bandato di argento e di rosso - aquila di nero coronata di oro su oro - leone rampante di azzurro su oro - fasciato di verde e di argento (citato in LEOM) |
|        | Arrigucci (Firenze) Fasciato ondato d'argento e d'azzurro (citato in ASFI) alias D'argento, a tre fasce ondate d'azzurro (citato in ASFI) (DE) In Silber 3 blaue Wellenbalken (citato in KHIF) |
|        | Arrigucci (Siena) D'azzurro, al grifone d'argento e alla banda attraversante caricata di tre stelle a otto punte del campo (citato in ASFI) |
|        | Arrigucci (Toscana) (DE) In Rot 3 goldene Wellenbalken (citato in KHIF) |
|        | Arringhieri (Toscana) (DE) In Blau 4 silberne Balken, überdeckt von 1 roten Schrägbalken (citato in KHIF) |
|        | Arringhieri (Toscana) (DE) In Rot 1 schwarzer Löwe (citato in KHIF) |
|        | Arriva (Napoletano) (la blasonatura non è stata ancora caricata) (citato in NBNA) |
|        | Arrivabene (Mantova) Titolo: conti di Viarigi troncato: nel 1º d'oro all'aquila di nero coronata del campo; nel 2º d'argento (; ?) alla fascia di rosso caricata della lettera A maiuscola d'oro (citato in GUCA – pag. 337e in DAlena) alias Troncato di rosso e d'argento, il 1° caricato di una lettera A d'argento, con il capo d'oro, carico di un'aquila coronata, di nero (citato in SUBL) alias D'argento, con il capo d'oro, carico di un'aquila di nero, coronata del campo, sostenuto di rosso, la fascia carica di una A d'argento (citato in SUBL) |
|        | Arrivabene (Milano) troncato: di sopra d'oro, all'aquila di rosso; di sotto d'argento (; ?) colla fascia di rosso caricata della lettera A d'argento (citato in SPRE – Vol. I pag. 429) aquila di rosso su oro - lettera A maiuscola di argento su fascia di rosso su argento (citato in LEOM) |
|        | Arrivabene Valenti Gonzaga (Mantova, Firenze) partito: al 1º troncato; al di sopra d'oro, all'aquila di rosso coronata del campo, di sotto d'argento colla fascia di rosso, caricata della lettera A d'argento (Arrivabene); al 2º inquartato, al 1º e 4º d'oro all'aquila bicipite di nero coronata del campo, al 2º e 3º d'argento al leone di rosso, uscente dalla campagna d'azzurro e sul tutto d'oro a due pali d'azzurro (Valenti Gonzaga) (citato in SPRE – Vol. I pag. 429) aquila di rosso coronata di oro su oro - lettera A maiuscola di argento su fascia di rosso su argento - 2 pali di azzurro su scudetto di oro su - aquila bicipite di nero coronata su ambo le teste di oro su oro - leone passante di rosso uscente da destra su terrazzo di azzurro su argento (citato in LEOM) |
|        | Arrivabene Valenti Gonzaga (Mantova, Firenze, Roma) partito: nel 1º troncato da una fascia di rosso carica della lettera A maiuscola romana di argento; di sopra d'oro all'aquila di nero coronata del campo; di sotto d'argento (Arrivabene); nel 2º inquartato d'oro all'aquila bicipite di nero, coronata del campo, e d'argento al leone di rosso movente dalla campagna d'azzurro; e sul tutto d'oro a due pali d'azzurro (Valenti Gonzaga) (citato in SPRE – Vol. IX pag. 236) 2 pali di azzurro su scudetto di oro su - lettera A maiuscola di argento su fascia di rosso su troncato di oro all'aquila di nero coronata di oro e di argento pieno - aquila bicipite di nero coronata di oro su oro - leone rampante di rosso su argento su terrazzo di azzurro (citato in LEOM) |
|        | Arroni (Spoleto) d'azzurro al giglio d'oro, posto nel punto del capo, sormontato da un rastrello di rosso di quattro denti, accostato da due scudetti, quello a destra partito di oro e di rosso, quello a sinistra di rosso alla decusse d'oro, ed accompagnato in punta da due fasce d'oro (citato in SPRE – Vol. IX pag. 238) giglio di oro su azzurro affiancato - scudetto a sinistra partito di oro e di rosso - scudetto a destra croce di Sant'Andrea di argento su rosso - lambello di rosso (4 gocce) su azzurro in alto - in basso 2 fasce di oro su azzurro (citato in LEOM) Motto: Nec arius nec aaron |
|        | Arronico (Lombardia) Grifone (citato in DAlena) |